# Castello di Azay-le-Ferron
Il castello di Azay-le-Ferron /aˈzɛ lə fɛˈʁõ/ è uno dei castelli della Loira, costruito dal XV al XVIII secolo. Si trova nel comune di Azay-le-Ferron, nel dipartimento francese dell'Indre. Dal gennaio 1950 fa parte dei monumenti storici francesi.

## Storia
Il luogo dove ora sorge il castello venne fortificato la prima volta nel 1422 da Prégnent Frotier, su un terreno appartenente nel XIII secolo a Nicolas Turpin de Crissé e passato nel 1412 nella baronia di Preuilly; questa costruzione venne danneggiata gravemente durante la guerra dei Cent'anni.
La costruzione del castello iniziò nel 1496, anno in cui fu realizzata la torre ancora oggi presente e inglobata nella struttura. Durante il regno di Francesco I (inizio XVI secolo) la struttura venne ampliata. Nel 1560 il castello passò alla famiglia di Luigi di Cravant, che lo possedette fino alla fine del XVII secolo; tra gli altri proprietari del castello sono inclusi Cesare di Vendôme, figlio del re Enrico IV di Francia, che divenne barone di Preuilly con un decreto reale, e Luigi IV di Crevant, un maresciallo dell'esercito reale sotto Luigi XIV.
Nel 1629 venne eretto il padiglione tra la torre rotonda e il corpo quadrato; nel 1638 fu aggiunta l'ala di Humières, il corpo basso che si vede tuttora da un lato del castello, su volontà di Luigi III di Crevant, e nell'antico torrione vennero aperte finestre per trasformarlo in residenza signorile. Nel 1699 la baronia fu acquistata da Nicholas-Louis le Tonnelier di Breteuil, la cui figlia, Gabrielle-Emilie, fu l'amante di Voltaire dal 1733 al 1737. La sua famiglia fece costruire nel 1714 l'ala est del palazzo, originariamente distaccata dal corpo principale, a cui venne unita nel 1936 con la costruzione di una galleria ad arcate. I Breteuil rimasero i proprietari del castello fino al 1739, quando lo vendettero a Luigi Francesco di Gallifet.
Dal 1739 il castello vide molti cambi di proprietario: dopo la rivoluzione fu la residenza di due produttori di armi per Napoleone e nel 1852 fu acquistato dalla famiglia Luzarche. Il castello è oggi di proprietà della città di Tours, che lo ricevette in seguito al lascito nel 1952 degli ultimi proprietari, Marthe Luzarche e George Hersent.

## Interno
L'attuale arredamento interno del castello risale per lo più al periodo di proprietà dei Luzarche. Al piano terra la sala da pranzo minore è arredata con un buffet del XVIII secolo e una contemporanea collezione di nature morte; la sala delle Guardie contiene una collezione di trofei di caccia dei Luzarche, tra cui un grande coccodrillo catturato in Africa alla fine del XIX secolo.
La scala che porta al primo piano presenta un'iscrizione che afferma che fu costruita nel 1638 da Jacques di Crevant, un barone di Preuilly. Al primo piano il salone Impero contiene molti mobili in quello stile acquistati da Gregoire Michel, banchiere parigino che possedette il castello dal 1803 al 1852. La camera da letto di Madame Hersent, ultima proprietaria del palazzo, contiene un grande letto in stile Impero e un quadro di Jean-François Garneray. Il salone in stile Restaurazione possiede un notevole pavimento in parquet che disegna una rosa.
La sala Cassas ospita una galleria di disegni realizzati da Louis-François Cassas nel XVIII-XIX secolo: egli era il figlioccio del marchese di Gallifet, uno dei proprietari del castello. Viaggiò a lungo in Oriente e diventò nel 1816 l'ispettore generale della manifattura reale di Gobelins.
La biblioteca del castello ha un grande arazzo del XVI secolo raffigurante il ratto delle Sabine e un dipinto del pittore olandese Hendrick Martensz Sorgh.
La stanza più imponente del palazzo, il Grande Salone, si trova al secondo piano. Quest'ambiente è caratterizzato dal soffitto dipinto del XVII secolo e il ricco arredamento costituito da cassapanche e armadi decorati in stile rinascimentale italiano. Sono presenti tre quadri dell'artista genovese Antonio Lagorio e un dipinto raffigurante la Madonna con il Bambino di Simon François de Tours.
La grande sala da pranzo, sempre al secondo piano, è rivestita con pannelli di legno pregiato del 1930 ed è dotata di una fontana di marmo della Linguadoca, un lampadario di cristallo di Baccarat e un grande arazzo della Manifattura di Aubusson, ispirato alle Cacce di Luigi XV di Jean-Baptiste Oudry.
La sala Voltaire, del XVIII secolo, ricorda la relazione tra Voltaire e la figlia di Nicholas-Louis le Tonnelier di Breteuil, uno dei proprietari del palazzo. Nel torrione, al piano terra, c'è un grande salone che contiene comò francesi d'epoca e ritratti dei primi proprietari del castello.

## Giardini

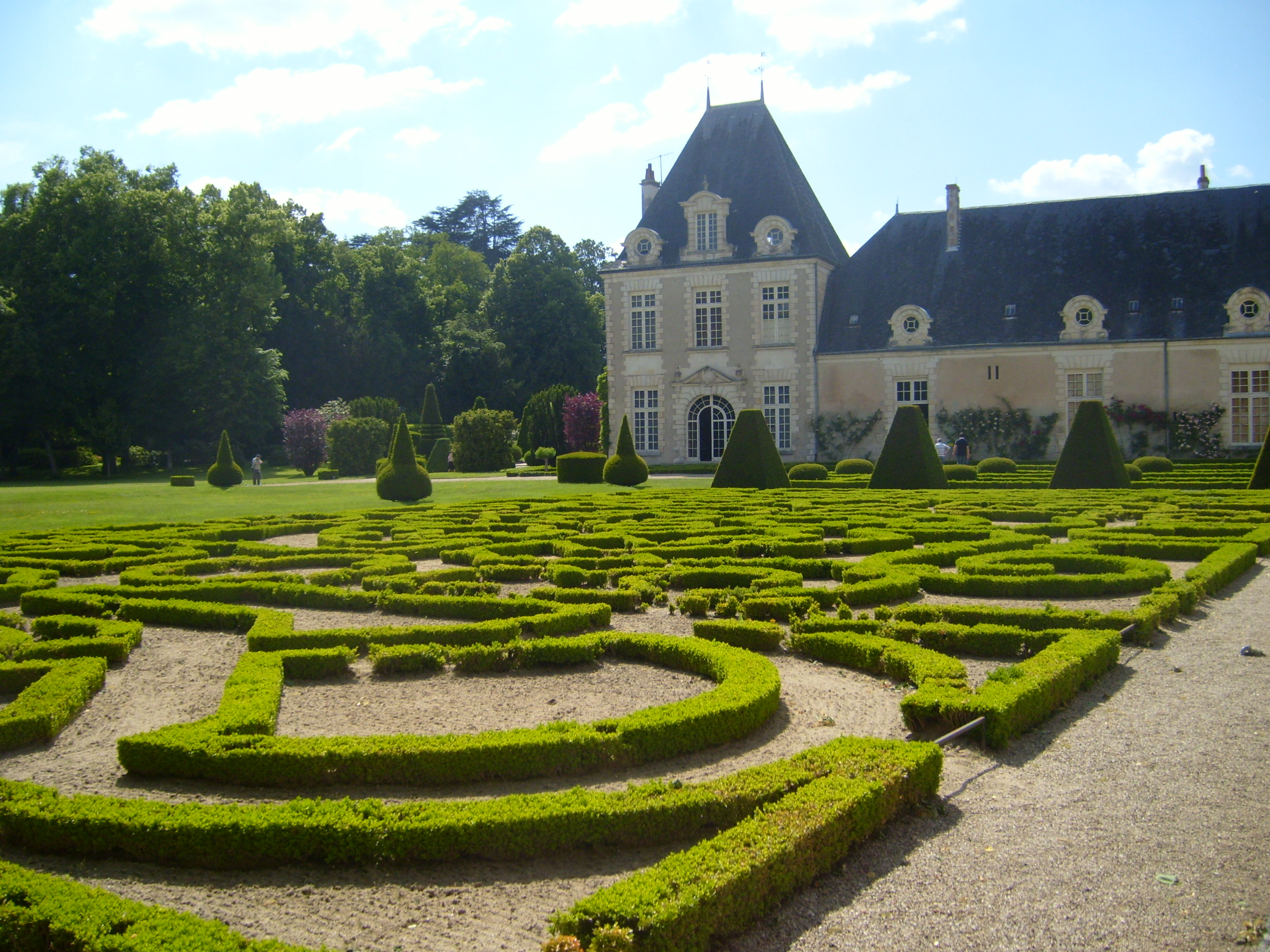
Veduta del giardino alla francese

I giardini del castello furono originariamente creati nel XVII secolo e ricoprivano 50 ettari di superficie, di cui 10 adibiti a giardino e i rimanenti a orto e frutteto. Il parco attuale, che risale al 1856, è attribuito agli architetti paesaggisti Denis e Eugène Bühler. Esso copre una superficie di 18 ettari e originariamente conteneva varie piante esotiche e molti vialetti alberati, che creavano dei giochi di prospettive. Dal 1920 è presente anche un giardino alla francese con delle aiuole a forma di pezzi degli scacchi.
Nel 1995 l'Università di Tours ha creato un frutteto di peri e meli in una parte del parco. Dal 1999 sono coltivate piante da frutto su spalliere appoggiate alle pareti, tra cui quaranta varietà di uva da tavola. Nel 2003 è stato costruito un roseto con 168 rose di 56 varietà e nel 2008 fu aggiunto un percorso tematico che illustra la storia della rosa dall'età romana ad oggi.
I giardini di Azay-le-Ferron sono stati insigniti del titolo di Jardin remarquable.

## Galleria d'immagini

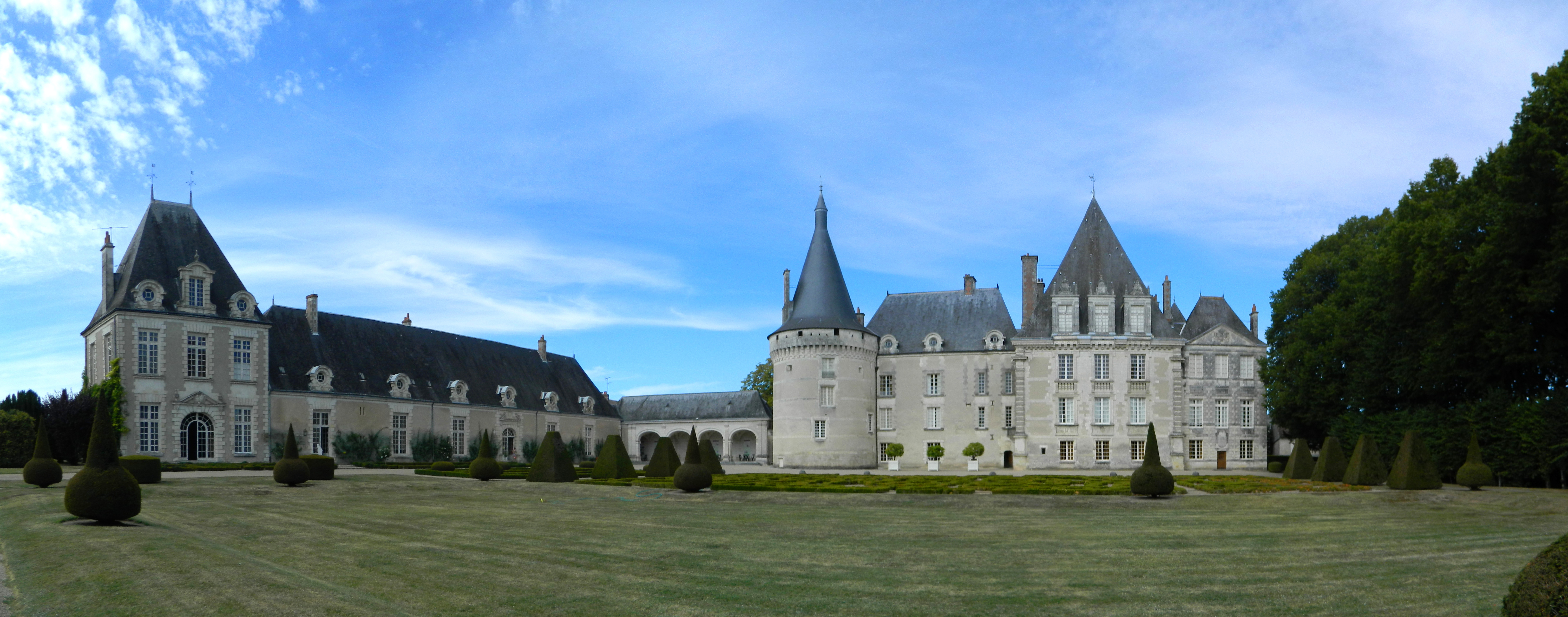
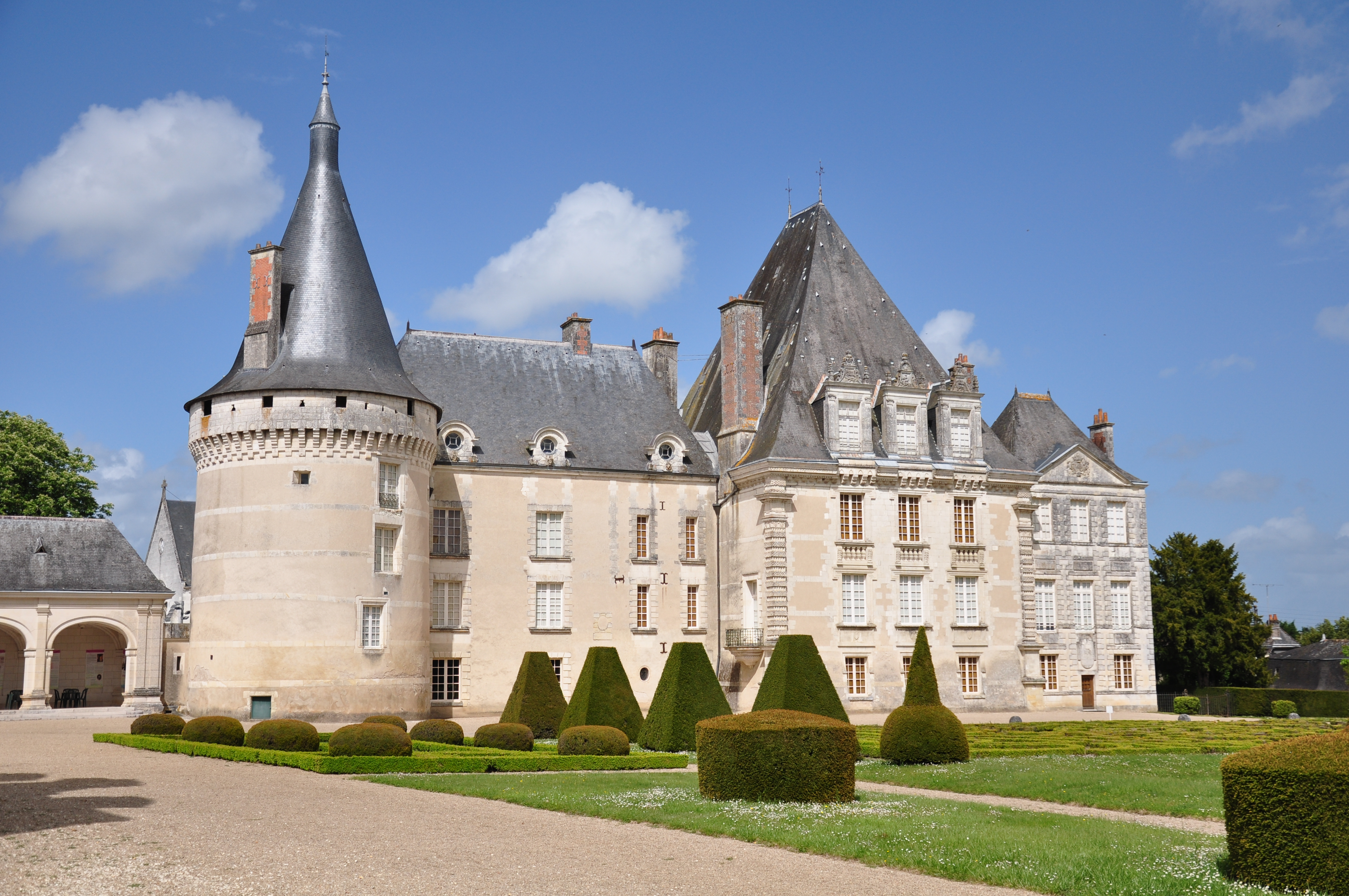
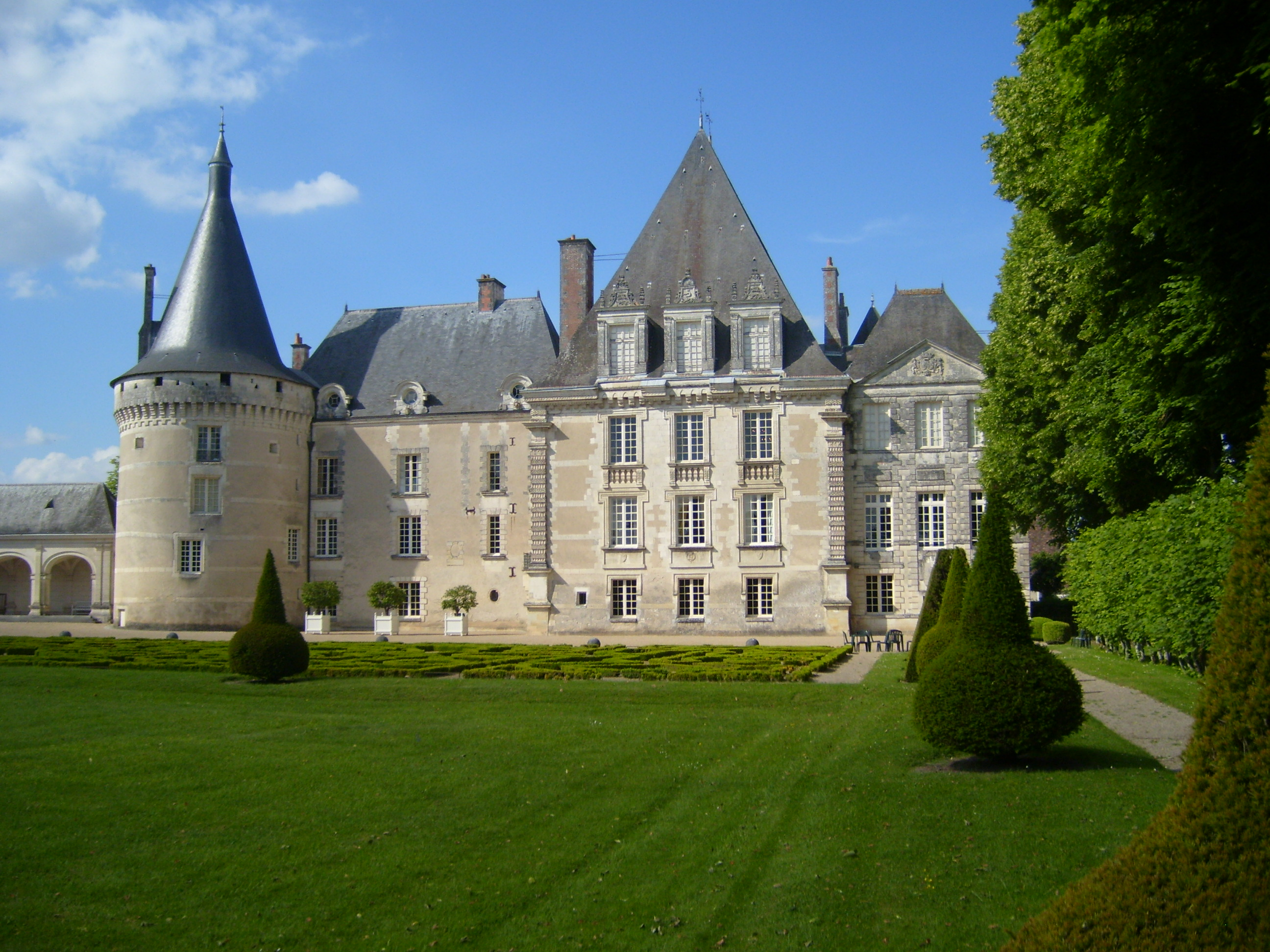
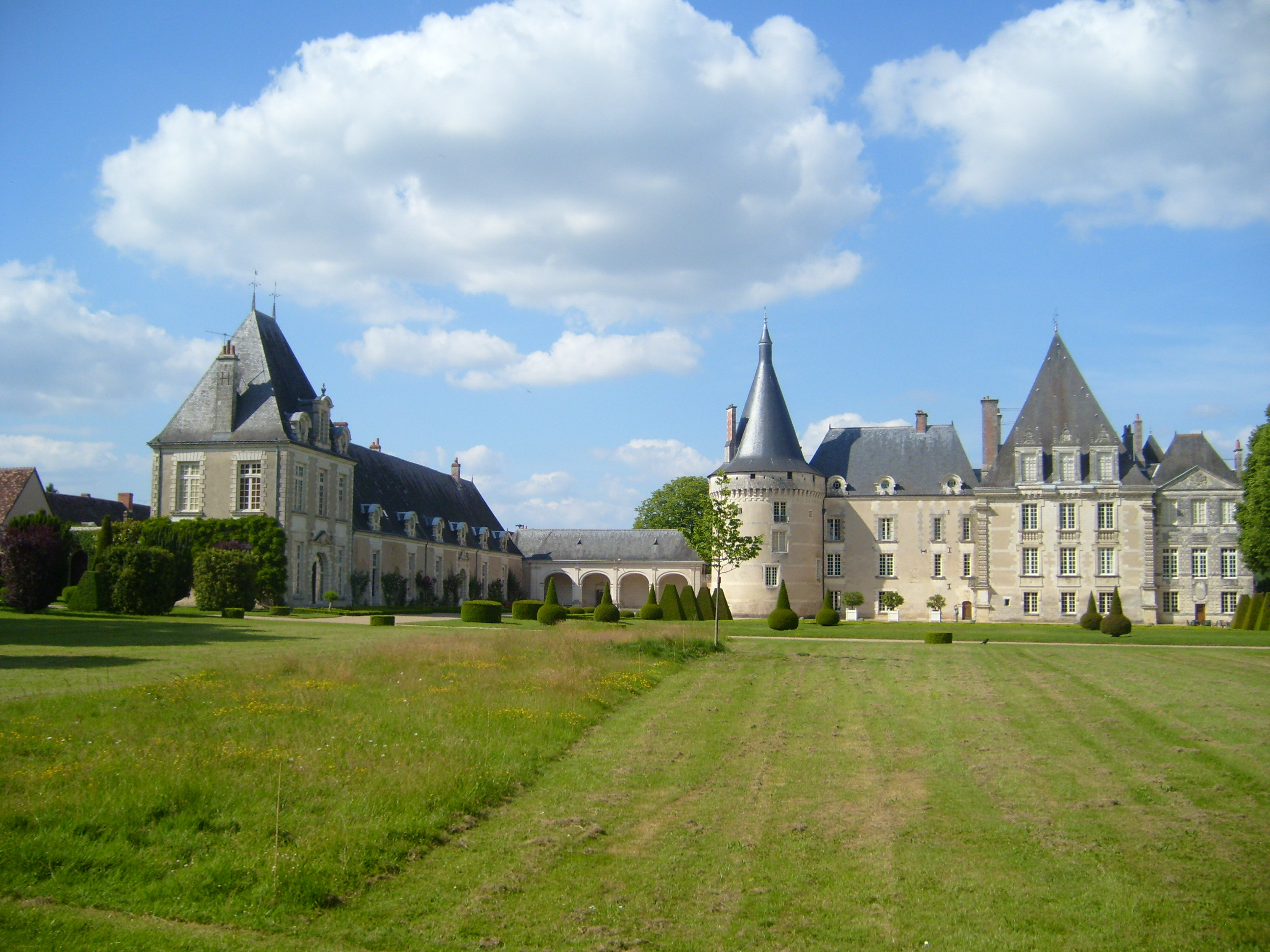
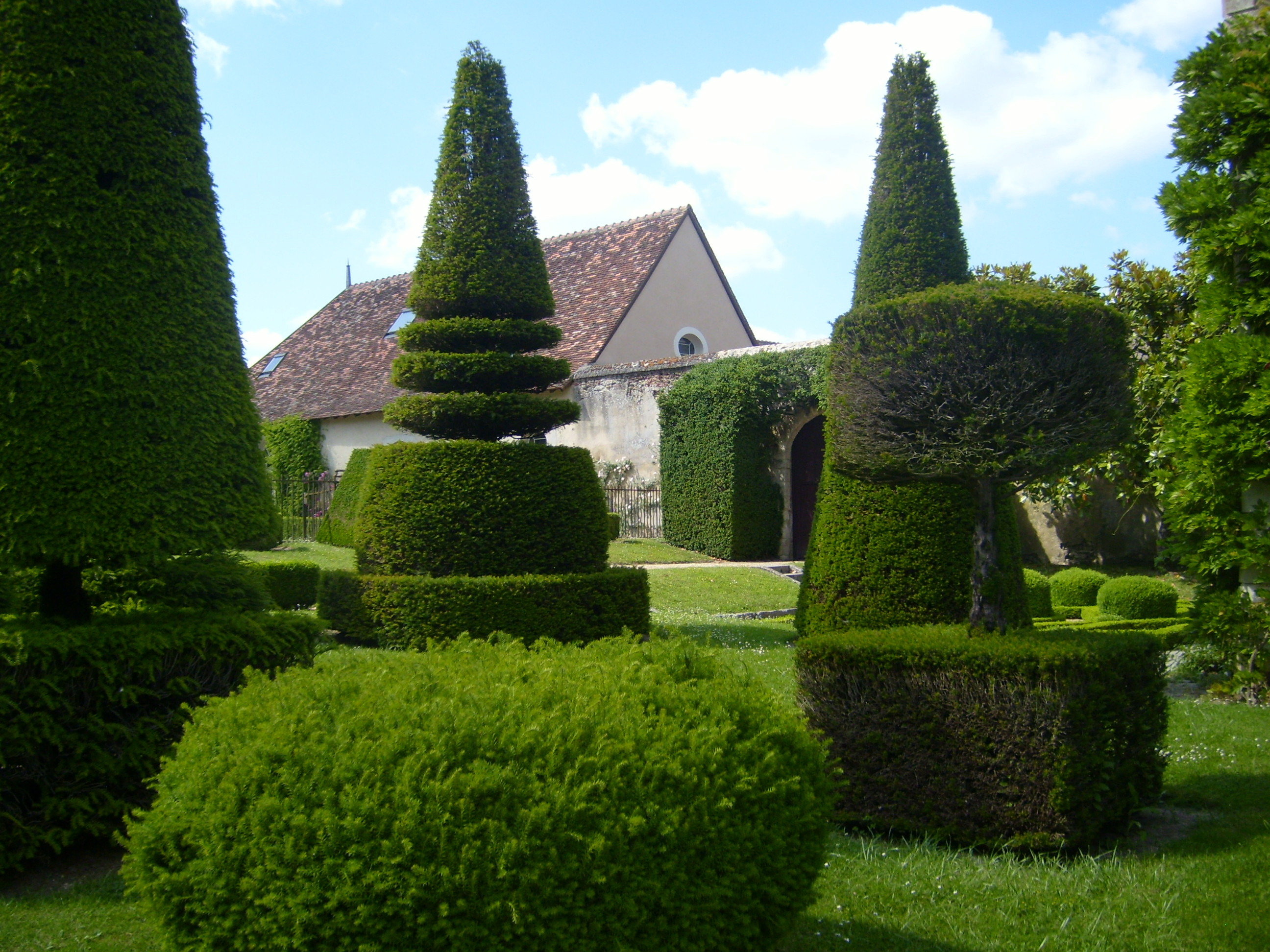
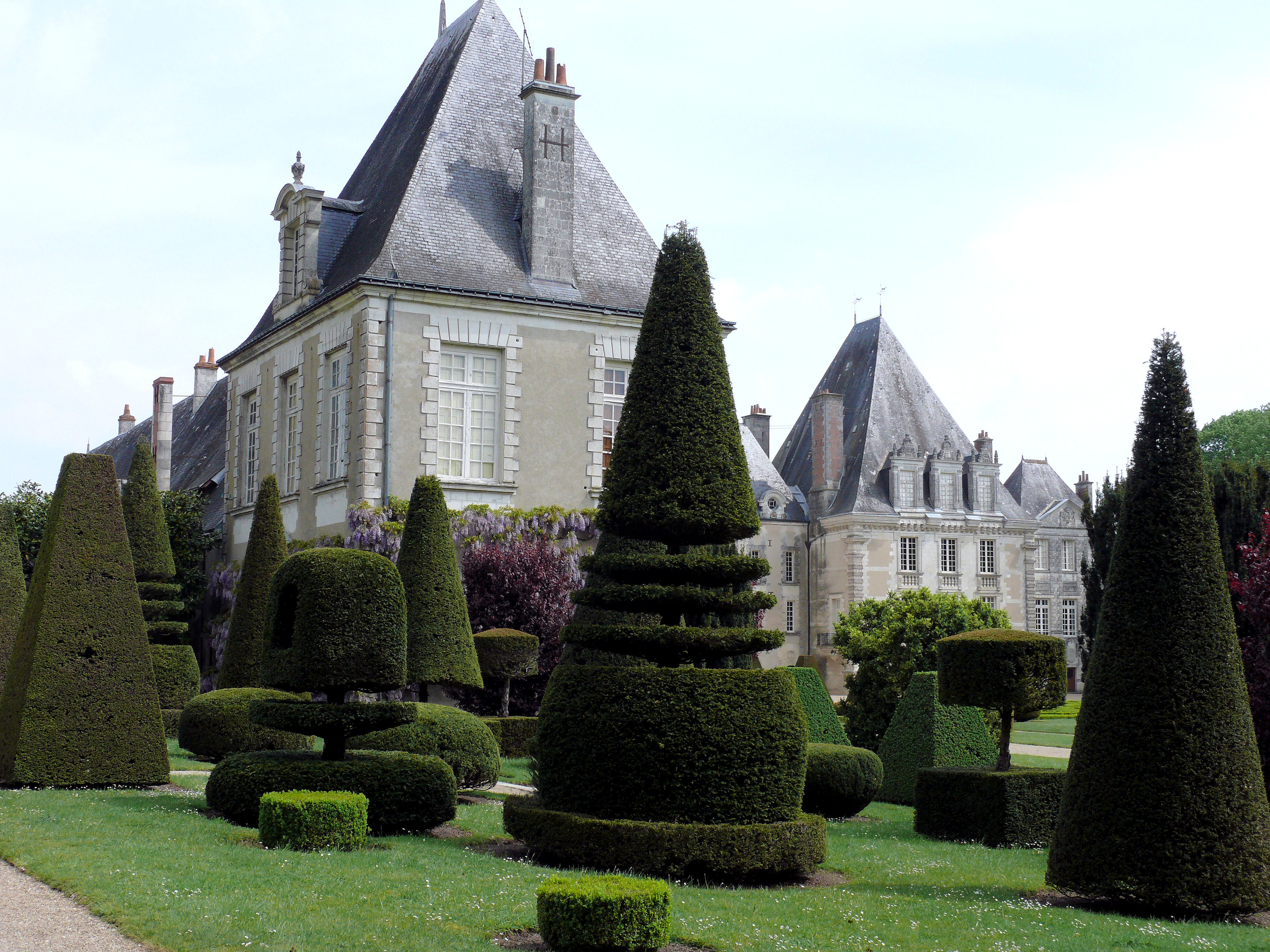